# Corinne Diacre
Corinne Diacre (Croix, 4 de agosto de 1974) é uma treinadora e ex-zagueira francesa. Jogou toda sua carreira na Division 1 Féminine pelo Soyaux, bem como pela Seleção Francesa de Futebol Feminino entre 1993 e 2005. Em agosto de 2014, ela se tornou a primeira mulher a treinar uma equipe profissional masculina em uma partida na França, pelo clube Clermont Foot, à época na Ligue 2.

## Carreira como futebolista
Defensora central, ela assinou uma licença em 1988 no clube amador de ASJ Soyaux e foi rapidamente notada pela sua personalidade forte. Em 9 de março de 1993, aos 18 anos, ela jogou sua primeira partida pelo time e anos depois viria a se tornar capitã do time. Como parte da seleção francesa participou das edições do Campeonato Europeu de Futebol Feminino de 1997, 2001 e 2005 e da Copa do Mundo de Futebol Feminino de 2003, servindo como capitã da equipe. Com 121 partidas, ela é a terceira jogadora com mais jogos pela seleção feminina.
Em agosto de 2005, depois de doze anos na equipe francesa, anunciou sua aposentadoria internacional aos 31 anos. Ela começou a temporada 2006-2007 na Division 1 Féminine com a equipe do ASJ Soyaux, apesar de várias propostas de clubes americanos. Em outubro de 2006, se lesionou durante o partida entre Montpellier e Soyaux, sofrendo uma ruptura do ligamento cruzado anterior do joelho direito. Essa lesão levou ela a terminar, aos 32 anos, sua carreira como futebolista.

## Carreira como treinadora
Após o fim da carreira como futebolista, Diacre foi contratada como treinadora de sua ex-equipe, o Soyaux, bem como auxiliar técnica da seleção francesa feminina.
Em 2014 ela obteve a licença da Federação Francesa de Futebol para treinar equipes profissionais da Ligue 1 e Ligue 2. Ainda em 2014, Corinne foi contratada pelo Clermont Foot Auvergne 63, da Ligue 2, após a rejeição de outra mulher em treinar a equipe, Helena Santos e Costa, tornando Diacre a primeira treinadora mulher de uma equipe profissional masculina na França. Na temporada 2014-2015 anotou a primeira vitória na sexta rodada contra o Le Havre, terminando a competição com a equipe em 12º lugar. Na temporada 2014-2015 ela teve o contrato renovado por dois anos. No final de 2015, ela foi eleita pela France Football como a melhor treinadora da Ligue 2. A equipe do Clermont Foot terminou a temporada 2015-2016 em sétimo e a temporada 2016-2017 em 12º lugar. 
Em 30 de agosto de 2017, Corinne foi nomeada para substituir Olivier Echouafni treinadora da Seleção Francesa feminina, por um período de quatro anos.
Em 2023, Corinne foi demitida da Seleção Francesa Feminina após vários casos de problemas entre ela e as jogadoras da Seleção.